# 1902 en architecture
| Années de l'architecture : 1899 - 1900 - 1901 - 1902 - 1903 - 1904 - 1905    |
| Décennies de l'architecture : 1870 - 1880 - 1890 - 1900 - 1910 - 1920 - 1930 |

Cet article présente les faits marquants de l'année 1902 en architecture.

## Réalisations
- Construction du Flatiron Building à New York par Daniel Burnham.
- Construction de l'Österreichische Postsparkasse à Vienne par Otto Wagner dans un style Art nouveau. La même année, son réseau de tramway à Vienne est aussi achevé.
- Construction de la villa Jika pour Louis Majorelle, dessinée par Henri Sauvage et Lucien Weissenburger. Les vitraux sont de Jacques Grüber, les fers forgés et tout le travail d'ébénisterie ont été faits par Majorelle lui-même.
- Émile André construit les immeubles France-Lanord et Lombard ainsi que la villa Lejeune à Nancy.
- Construction de l'immeuble Biet à Nancy par Georges Biet et Eugène Vallin.
- Construction de la Maison aux Chimères à Kiev par Vladislav Gorodetsky.
- Église rouge à Olomouc en République tchèque, église protestante, construite par Max Löwe.

## Récompenses
- Royal Gold Medal : Thomas Edward Collcutt.
- Prix de Rome : Henri Prost.

## Naissances
- 30 janvier : Nikolaus Pevsner († 18 août 1983).
- 11 février : Arne Jacobsen († 24 mars 1971).
- 27 février : Lúcio Costa († 13 juin 1998).
- 9 mars : Luis Barragán († 22 novembre 1988).
- 12 mars : Dagoberto Ortensi, architecte italien († 11 mai 1975).
- 21 mai : Marcel Breuer († 1er juillet 1981).
- 8 août : Welton Becket († 16 janvier 1969).
- 11 novembre : Ernő Goldfinger († 5 novembre 1987).
- Josep Lluís Sert († 1983).
- Edward Durell Stone († 1978).

## Décès
- Victor Jamaer (° 1825).